# 彰化縣警察局

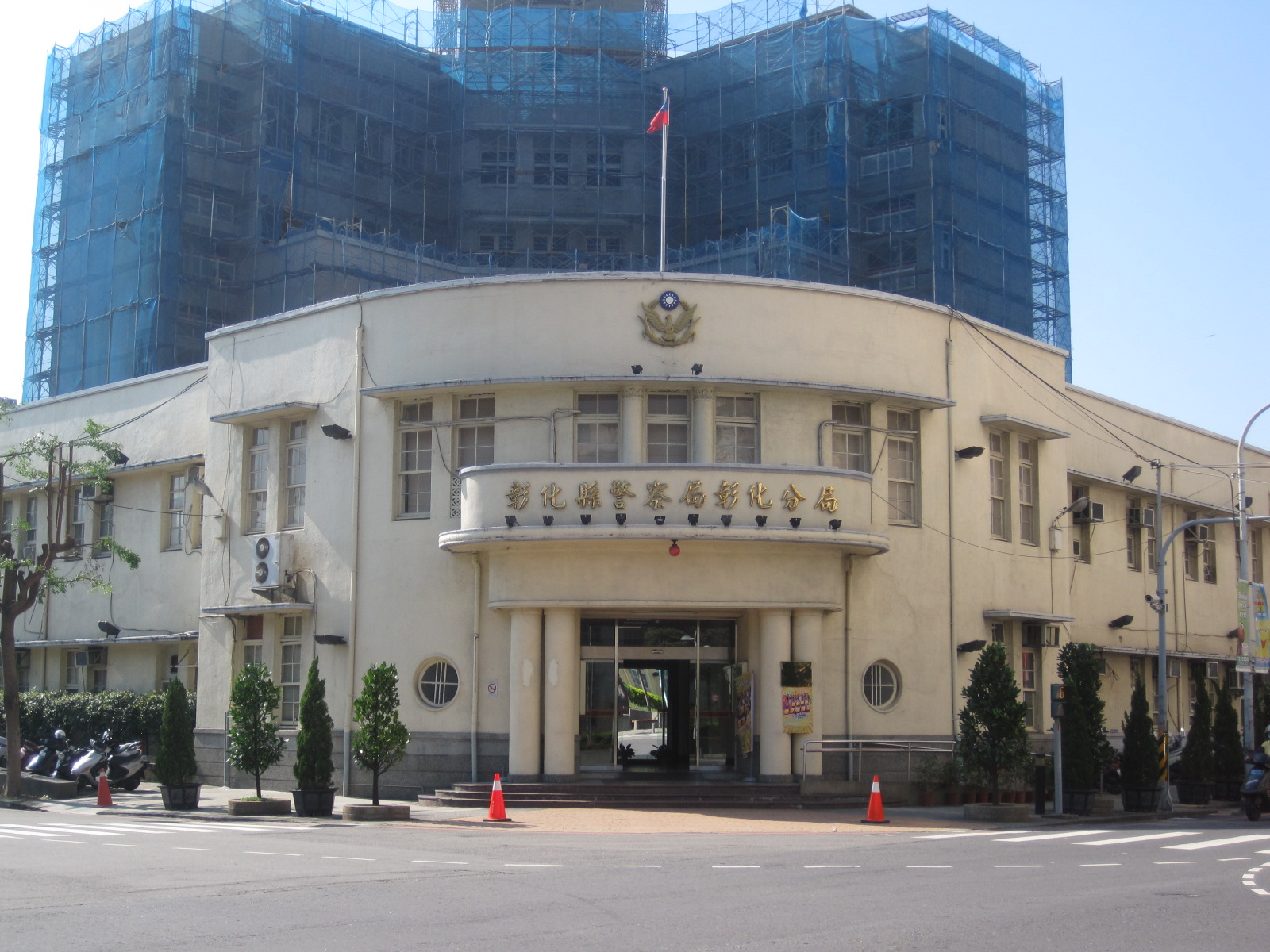
舊彰化縣警察署廳局（現歷史建築）

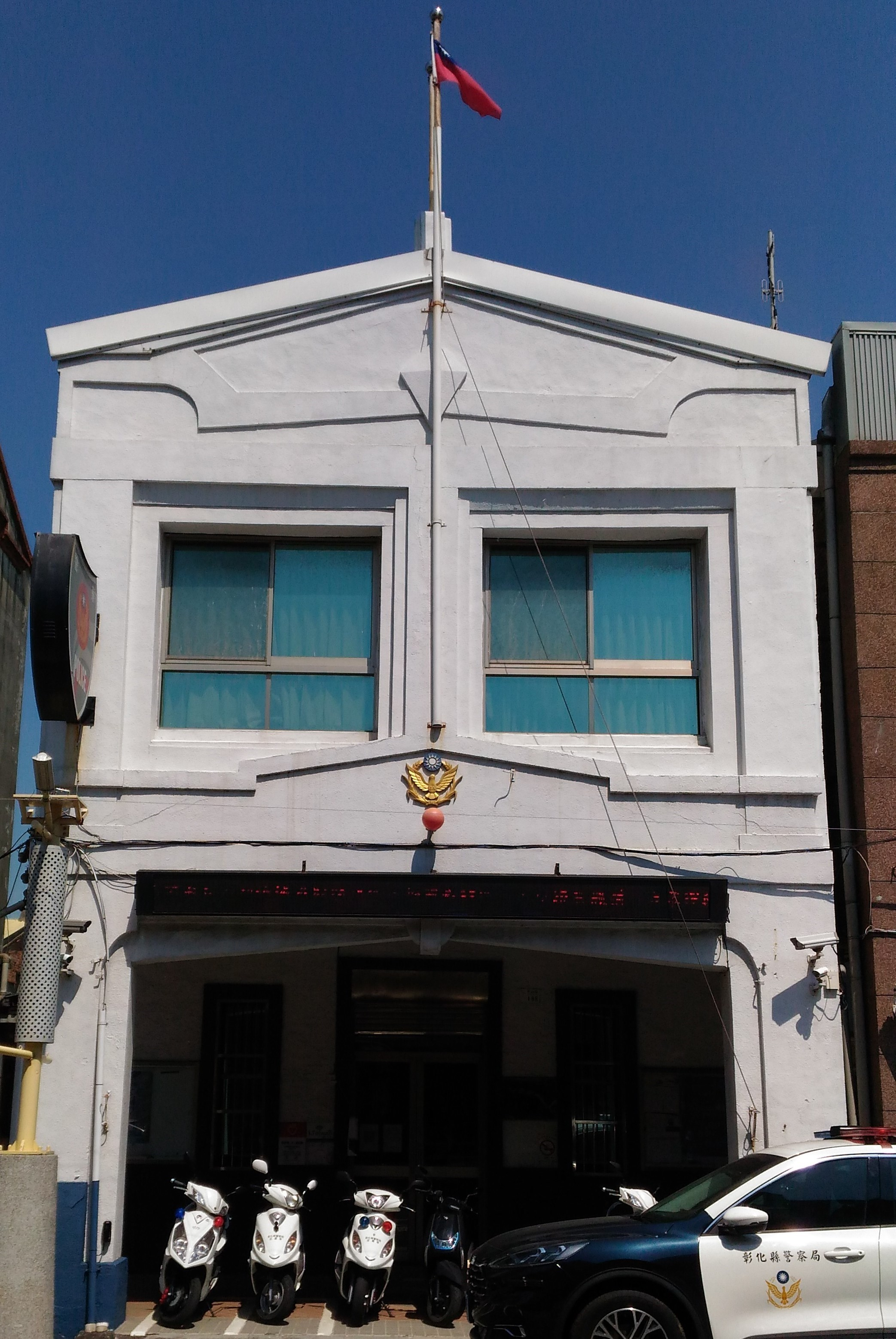
鹿港和興派出所

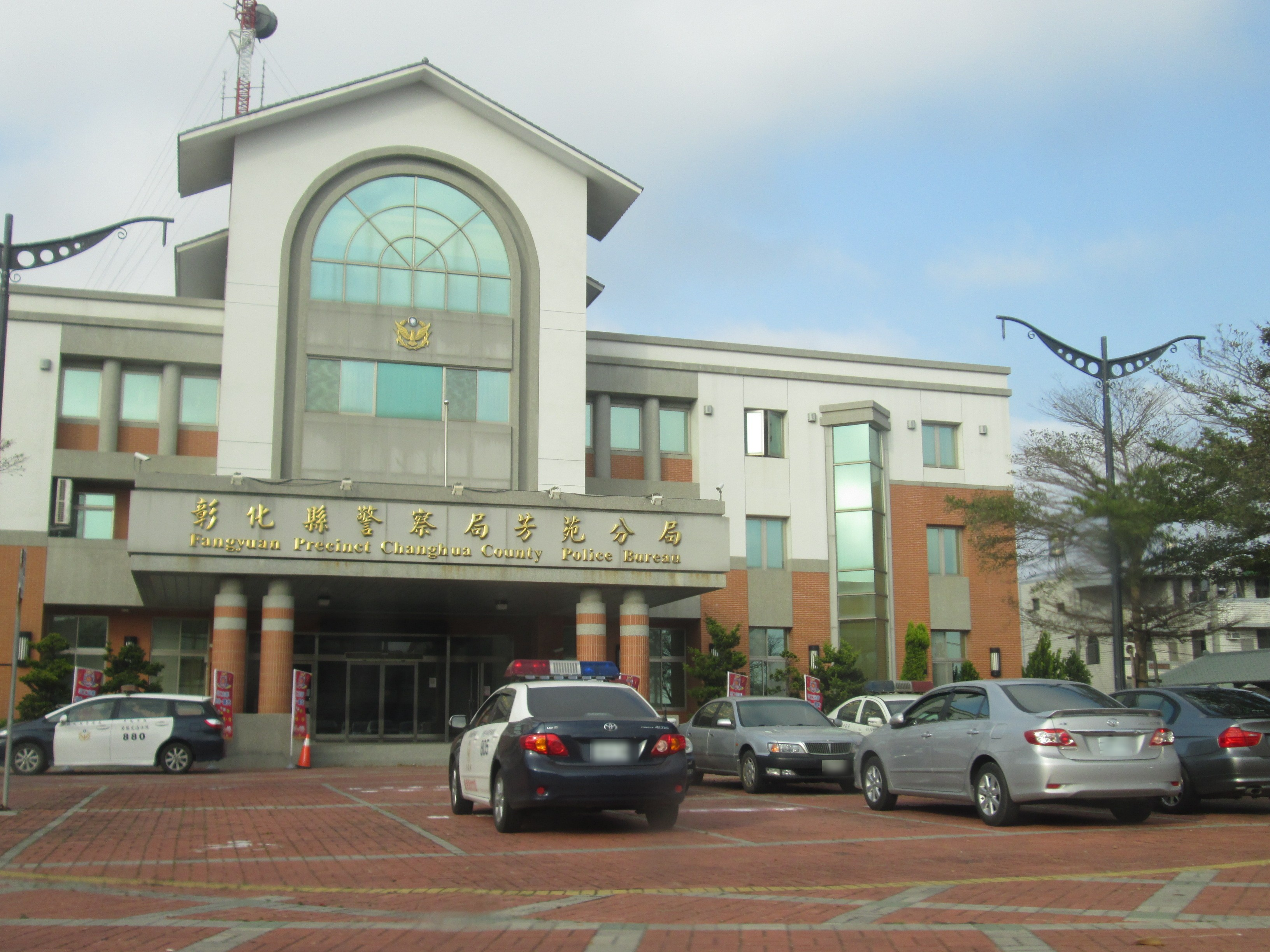
彰化縣警察局芳苑分局

彰化縣警察局（簡稱彰化警局）是中華民國彰化縣的最高警察機關，隸屬於內政部警政署與彰化縣政府雙重監督體系。主要負責縣轄26個鄉鎮市之治安維護、刑事偵查、交通管理、公共安全、防詐宣導、婦幼保護、毒品防制及民防動員等警察任務。

## 歷史沿革
彰化縣警察局成立於1950年10月，為配合臺灣省行政區改制而設立，延續日治時期彰化郡警察體系之基礎。局本部設於彰化市中山路二段，建築原為日治時期之「彰化警察署」，現已指定為歷史建築。局內設有局長室、行政與專業科室、直屬警察隊（如刑警大隊、交通隊、保安隊等），並下轄13個分局，合計管理約百座派出所，為全台派出所數量最多之一的警察局。
截至2025年，局長為陳明君，為中央警察大學第51期畢業，具刑事偵查與勤務調度經歷，歷任刑警大隊長、臺中市分局長、嘉義市副局長等職。局務發展以「打擊犯罪、守護鄉親」為核心目標，積極推動社區警政與科技執法應用，提升彰化地區居民的安全感與信賴度。

## 組織
彰化縣政府警察局設有局本部、行政與業務科室、直屬警察隊、以及所轄分局與派出所，以下為組織架構表：
| 單位類別   | 單位名稱                                                             | 主要職掌                                             |
| ---------- | -------------------------------------------------------------------- | ---------------------------------------------------- |
| 局本部     | 局長室、副局長室、主任秘書室                                         | 全局領導與行政協調                                   |
| 行政科室   | 人事室、會計室、政風室、秘書室、後勤科、法制科、資訊科               | 負責人事、預算、紀律監理、文書、後勤、法務與資訊系統 |
| 勤務與督察 | 勤務指揮中心、督察科、公關科、防治科                                 | 報案調度、勤務督導、公關宣導與防治工作               |
| 直屬警察隊 | 刑警大隊、交通隊、保安隊、少年隊、婦幼隊、鑑識中心、民防管制中心     | 各類警察勤務與專案行動執行                           |
| 所屬分局   | 彰化、員林、北斗、鹿港、和美、溪湖、田中、二林、芬園、芳苑等13處分局 | 負責轄內派出所督導與居民警務服務                     |

## 事件

### 2013年9月：破獲偽美鈔印刷工廠案
彰化刑警大隊會同雲林警方於暴風雨中突襲雲林縣林內鄉工廠，查扣偽造美鈔半成品百餘張及印製設備，主嫌涉嫌以此進行大規模偽鈔流通，案值估逾千萬美元，成功阻止潛在犯罪。

### 2025年：加強反詐行動成效亮眼
自2025年起，彰化縣警局配合警政署「百斬計畫」打擊詐欺犯罪，彰化分局成功查獲14起、17名犯嫌，其中包括香港及馬來西亞籍人士，查扣犯罪所得及提領款共計249萬元，落實跨境詐欺防制。

### 2025年3月：警局人員涉洩密偵查私菸案被搜索
2025年3月10日，彰化地檢署指揮法務部廉政署與調查局搜尋包括彰化縣警察局刑事警察大隊與溪湖分局在內的38處單位，約詢29人，13人涉犯貪污治罪條例與洩密罪嫌，包括警界與海巡署人員。彰化警局強調全力配合，強化行政監督機制。

## 外部連結
- 彰化縣警察局全球資訊網
- 彰化縣警察局的Facebook專頁